# Аскизский район
Аски́зский райо́н (хак. Асхыс аймағы) — административно-территориальная единица  и муниципальное образование (муниципальный район) в составе Республики Хакасия Российской Федерации.
Административный центр — село Аскиз.

## География
Район расположен в юго-восточной части Хакасско-Минусинской котловины. Граничит с Бейским, Усть-Абаканским, Таштыпским районами Хакасии и Кемеровской областью.
Площадь 8201,14 км². Район расположен на холмистой равнине, в южной и юго-западной части находятся горы, плоскогорья. По рельефу территории район относится к двум природном зонам: Хакасско-Минусинской котловине и горам Кузнецкого Алатау. Степная часть делится на Приабаканскую долинно-степную и Приабаканскую низкогорно-степную зоны.
Здесь протекает река Абакан, служащая естественной юго-восточной границей района. Она многоводна, с быстрым течением, имеет извилистое русло, образует много притоков, рукавов и стариц. Всего протекает около 39 рек общей длиной 1124 км. Река Аскиз — один из крупных притоков реки Абакан, её протяжённость 124 км.
Уникальными природными памятниками Аскизского района являются озёра Ханкуль и Баланкуль.
Климат резко континентальный. Характерны резкие колебания температуры воздуха и количества осадков. Средняя температура июля +19 °C, января −20 °C. Продолжительность безморозного периода от 80 до 120 дней. Годовое количество осадков колеблется от 250 до 780 мм. Преобладают ветры юго-западного направления. В апреле и мае почти ежегодно наблюдаются ветры большой силы, достигающие скорости 17-20 м/с. Зима устанавливается в конце октября — начале ноября.
Район богат лесными и земельными запасами, разнообразными минерально-сырьевыми ресурсами. На долю района приходится 8,9 % сельскохозяйственных угодий республики и 20,8 % сельского населения.

## История
Аскизский район образован 30 марта 1924 года на территории упразднённых Аскизской и Усть-Есинской волостей. В его состав вошли 10 сельских советов. 5 января 1944 года часть территории Аскизского района была передана в новый Алтайский район.

## Население
| 1959    | 1970    | 1979    | 1989    | 2002    | 2003    | 2004    | 2005    | 2006    |
| ------- | ------- | ------- | ------- | ------- | ------- | ------- | ------- | ------- |
| 58 163  | ↘54 922 | ↘49 481 | ↗49 793 | ↘43 601 | ↘43 500 | ↘41 700 | ↘41 400 | ↘41 300 |
| 2007    | 2008    | 2009    | 2010    | 2011    | 2012    | 2013    | 2014    | 2015    |
| ↘40 800 | →40 800 | ↗42 991 | ↘40 912 | ↘40 800 | ↘40 426 | ↘40 013 | ↘39 497 | ↘39 102 |
| 2016    | 2017    | 2018    | 2019    | 2020    | 2021    |         |         |         |
| ↘38 547 | ↘37 931 | ↘37 272 | ↘36 589 | ↘36 305 | ↗39 651 |         |         |         |

Аскизский район — единственный, где хакасы составляют большинство населения (50,4 %)
Урбанизация
В городских условиях (пгт Аскиз, Бискамжа и Вершина Тёи) проживают 24,33 % населения района.

## Административное деление
Аскизский район как административно-территориальная единица включает 3 посёлка городского типа (поссовета) и 11 сельсоветов.
В состав одноимённого муниципального района входят 14 муниципальных образований, в том числе 3 городских поселения и 11 сельских поселений:
| №        | Муниципальное образование   | Административный центр | Количество населённых пунктов | Население (чел.) | Площадь (км²) |
| -------- | --------------------------- | ---------------------- | ----------------------------- | ---------------- | ------------- |
| 1e-06    | Городские поселения:        |                        |                               |                  |               |
| 1        | Аскизский поссовет          | пгт Аскиз              | 1                             | ↗5356            | 17,39         |
| 2        | Бискамжинский поссовет      | пгт Бискамжа           | 5                             | ↗1213            | 1,06          |
| 3        | Вершино-Тёйский поссовет    | пгт Вершина Тёи        | 1                             | ↗3109            | 1,80          |
| 3.000002 | Сельские поселения:         |                        |                               |                  |               |
| 4        | Аскизский сельсовет         | село Аскиз             | 5                             | ↘8916            | 45,41         |
| 5        | Базинский сельсовет         | село Нижняя База       | 4                             | ↗913             | 647,52        |
| 6        | Балыксинский сельсовет      | село Балыкса           | 7                             | ↘1936            | 20,95         |
| 7        | Бельтирский сельсовет       | село Бельтирское       | 1                             | ↘4507            | 18,79         |
| 8        | Бирикчульский сельсовет     | село Бирикчуль         | 4                             | ↗2617            | 262,10        |
| 9        | Верх-Аскизский сельсовет    | село Верх-Аскиз        | 5                             | ↗1058            | 1649,00       |
| 10       | Есинский сельсовет          | село Полтаков          | 9                             | ↗2935            | 403,13        |
| 11       | Кызласский сельсовет        | село Кызлас            | 6                             | ↗1668            | 37,05         |
| 12       | Пуланкольский сельсовет     | село Пуланколь         | 4                             | ↗1053            | 36,14         |
| 13       | Усть-Камыштинский сельсовет | село Усть-Камышта      | 6                             | ↗2209            | 523,07        |
| 14       | Усть-Чульский сельсовет     | село Усть-Чуль         | 6                             | ↗2161            | 46,69         |

### Населённые пункты
В Аскизском районе 64 населённых пункта.
| №  | Населённый пункт | Тип             | Население | Муниципальное образование   |
| -- | ---------------- | --------------- | --------- | --------------------------- |
| 1  | Абрамов          | аал             | ↗59       | Есинский сельсовет          |
| 2  | Аев              | аал             | ↘85       | Пуланкольский сельсовет     |
| 3  | Ала-Тау          | посёлок станции | 20        | Бискамжинский поссовет      |
| 4  | Анхаков          | аал             | ↘245      | Аскизский сельсовет         |
| 5  | Анчыл-Чон        | аал             | ↘27       | Верх-Аскизский сельсовет    |
| 6  | Апчинаев         | аал             | ↘472      | Аскизский сельсовет         |
| 7  | Аскиз            | пгт             | ↗5356     | Аскизский поссовет          |
| 8  | Аскиз            | село            | ↗7722     | Аскизский сельсовет         |
| 9  | Балыкса          | село            | ↘1996     | Балыксинский сельсовет      |
| 10 | Бейка            | деревня         | ↘109      | Базинский сельсовет         |
| 11 | Бельтирское      | село            | ↘4507     | Бельтирский сельсовет       |
| 12 | Бирикчуль        | село            | ↘2519     | Бирикчульский сельсовет     |
| 13 | Бискамжа         | пгт             | ↗1182     | Бискамжинский поссовет      |
| 14 | Бырганов         | аал             | ↗33       | Есинский сельсовет          |
| 15 | Верх-Аскиз       | село            | ↘732      | Верх-Аскизский сельсовет    |
| 16 | Верхняя База     | деревня         | ↘318      | Базинский сельсовет         |
| 17 | Верхняя Тёя      | аал             | ↘141      | Усть-Чульский сельсовет     |
| 18 | Вершина Тёи      | пгт             | ↗3109     | Вершино-Тёйский поссовет    |
| 19 | Илиморов         | аал             | ↘150      | Усть-Чульский сельсовет     |
| 20 | Казановка        | деревня         | ↘361      | Верх-Аскизский сельсовет    |
| 21 | Казановская      | посёлок станции | ↘65       | Верх-Аскизский сельсовет    |
| 22 | Казынет          | посёлок станции | 18        | Бискамжинский поссовет      |
| 23 | Калтас           | посёлок станции | ↘7        | Балыксинский сельсовет      |
| 24 | Камышта          | посёлок станции | ↘126      | Усть-Камыштинский сельсовет |
| 25 | Камышта          | село            | ↘197      | Пуланкольский сельсовет     |
| 26 | Картоев          | аал             | ↗44       | Кызласский сельсовет        |
| 27 | Картузов         | аал             | →12       | Кызласский сельсовет        |
| 28 | Катанов          | аал             | ↗708      | Усть-Камыштинский сельсовет |
| 29 | Кызлас           | село            | ↘1036     | Кызласский сельсовет        |
| 30 | Луговая          | деревня         | ↗500      | Аскизский сельсовет         |
| 31 | Лырсы            | аал             | ↘60       | Кызласский сельсовет        |
| 32 | Нанхчул          | посёлок станции | ↘15       | Бирикчульский сельсовет     |
| 33 | Неожиданный      | посёлок         | ↘117      | Балыксинский сельсовет      |
| 34 | Нижняя База      | село            | ↘300      | Базинский сельсовет         |
| 35 | Нижняя Тёя       | деревня         | ↘433      | Усть-Чульский сельсовет     |
| 36 | Николаевка       | деревня         | ↗40       | Балыксинский сельсовет      |
| 37 | Отты             | аал             | ↘272      | Усть-Чульский сельсовет     |
| 38 | Перевозное       | аал             | ↗51       | Есинский сельсовет          |
| 39 | Печень           | аал             | ↘26       | Есинский сельсовет          |
| 40 | Политов          | аал             | ↘70       | Усть-Чульский сельсовет     |
| 41 | Полтаков         | село            | ↘1151     | Есинский сельсовет          |
| 42 | Пуланколь        | село            | ↘608      | Пуланкольский сельсовет     |
| 43 | Сартак           | посёлок         | ↗57       | Есинский сельсовет          |
| 44 | Сафронов         | аал             | ↗280      | Есинский сельсовет          |
| 45 | Сафьянов         | аал             | ↘51       | Усть-Камыштинский сельсовет |
| 46 | Сыры             | аал             | ↘98       | Пуланкольский сельсовет     |
| 47 | Тузуксу          | посёлок станции | 35        | Бискамжинский поссовет      |
| 48 | Тюрт-Тас         | аал             | ↗187      | Кызласский сельсовет        |
| 49 | Уйтак            | посёлок станции | ↘29       | Усть-Камыштинский сельсовет |
| 50 | Улуг-Кичиг       | аал             | ↘18       | Верх-Аскизский сельсовет    |
| 51 | Усть-База        | деревня         | ↘122      | Базинский сельсовет         |
| 52 | Усть-Есь         | село            | ↘969      | Есинский сельсовет          |
| 53 | Усть-Камышта     | село            | ↘1213     | Усть-Камыштинский сельсовет |
| 54 | Усть-Таштып      | аал             | ↗435      | Есинский сельсовет          |
| 55 | Усть-Хойза       | деревня         | ↗437      | Кызласский сельсовет        |
| 56 | Усть-Чуль        | село            | ↘933      | Усть-Чульский сельсовет     |
| 57 | Хабзас           | посёлок станции | ↘2        | Бирикчульский сельсовет     |
| 58 | Ханкуль          | посёлок станции | ↘74       | Усть-Камыштинский сельсовет |
| 59 | Чарыш            | посёлок станции | ↘3        | Балыксинский сельсовет      |
| 60 | Чертыковская     | посёлок станции | ↘26       | Аскизский сельсовет         |
| 61 | Шора             | посёлок станции | ↘14       | Балыксинский сельсовет      |
| 62 | Шора             | посёлок         | ↘184      | Балыксинский сельсовет      |
| 63 | Югачи            | посёлок станции | ↘259      | Бирикчульский сельсовет     |
| 64 | Ясная Поляна     | посёлок         | 12        | Бискамжинский поссовет      |

## Экономика
Экономически активное население: 13,0 тыс. человек, что составляет 31,0 % общей численность населения (2003), из них 8 тыс. человек работающих. Уровень безработицы : 5,7 % (2003). Наибольшее количество безработных сосредоточено на территории Бельтирского, Балыксинского, Бирикчульского сельсоветов, где прекратили свою деятельность предприятия, в основном, лесопромышленного комплекса, с целью развития которых создавались данные поселения.
В Аскизском районе работают золотодобывающие артели ООО "Артель старателей «Аскиз ЛТД»", ООО «Георгиевское» и ЗАО «Золотая звезда». Прекращена добыча железной руды на Тёйском руднике (ООО «Альфа Сервис-Клэб» (собственник  компания «Евразруда» с 2002 г.). Интенсивно развивается ОАО «Аскизавтотранс», который имеет ряд дочерних фирм: ООО «Автодом», ЗАО «Хакасавтотранс Петролеум», ЗАО «Аскизпассажиравтотранс» и др.

## Социальная инфраструктура
На территории Аскизского района имеются 67 образовательных учреждений:
- 21 средняя общеобразовательная школа,
- 6 основных общеобразовательных школ,
- 17 начальных общеобразовательных школ,
- 15 дошкольных образовательных учреждений,
- 4 образовательных учреждения дополнительного образования детей,
- детский дом для детей-сирот и детей, оставшихся без попечения родителей,
- ГБПОУ РХ ПУ-18,
- республиканское государственное образовательное учреждение «Аскизская специальная общеобразовательная школа-интернат»,
- республиканское государственное учреждение «Межрайонный социально-реабилитационный центр для несовершеннолетних».

Учреждения культуры:
- 35 домов культуры и клубов,
- 34 библиотеки,
- 6 детских музыкальных школ и школа искусств,
- 4 музея.

Районное здравоохранение включает:
- центральную районную больницу,
- 5 сельских участковых больниц,
- 3 врачебные амбулатории,
- 33 фельдшерско-акушерских пункта,
- 70 врачей, 336 человек среднего медперсонала.

Укомплектованность врачами по району: 87 %, средним медперсоналом: 99 %.

## Транспорт
Район имеет выгодное транспортно-географическое положение. Железнодорожный транспорт представлен линией Новокузнецк — Абакан Южсиба, тупиковыми линиями Камышта — Саяногорск, Аскиз — Абаза, Бискамжа — Вершина Тёи. Имеются региональные автотрассы 95К-002 Абакан — Ак-Довурак и 95Н-202 Аскиз — Вершина Тёи.

## Культура и историческое наследие
На территории Аскизского района расположены археологические памятники: (курганы, земляные пирамиды, менгиры, изваяния, наскальные рисунки), остатки древних рудников, каналов и так далее. В Аскизском районе находится курганный могильник подгоровского этапа тагарской культуры Станция Казановская-1 (VIII—VI века до н. э.) и впускные погребения тесинской культуры (III века до н. э. — III века н. э.). На одном из погребальных комплексов Станции Казановская-1 покойного сопровождал амулет-подвеска, изготовленный из грудины другого человека. Палеогенетикам предстоит установить, был ли эти люди родственниками или они были представителями разных популяций, а амулет был частью военного трофея.
С 1980 года в районе возрождён хакасский народный праздник Тун пайрам, который вначале проводился на Базинской поляне.
Существует Аскизский мужской хор (художественный руководитель Ю. Т. Морозов), который в 2004 году участвовал в III Международном хоровом фестивале «Москва — сердце мира».
Аскизский район — родина известных учёных Н. Ф. Катанова, С. Д. Майнагашева, Л. Р. Кызласова, Я. И. Сунчугашева, М. И. Боргоякова, С. П. Ултургашева и многих других.
В районе издаётся газета «Хакасский труженик» (1930).